# Kebba Ceesay
Kebba Ceesay (Bakau, 14 de novembro de 1987), é um futebolista gambiano, naturalizado sueco, que atua como zagueiro. Atualmente, joga pelo Lech Poznań.

## Carreira
Kebba Ceesay juntou-se ao Djurgårdens IF no início da temporada de 2007, e fez sua estreia pelo time no Campeonato Sueco de Futebol, no derby contra o Hammarby IF, em 13 de agosto de 2007. Ele geralmente joga como lateral direito, embora ele pessoalmente se considera um zagueiro central. Ceesay chegou a realizar testes para atuar no Notts County, em novembro de 2009, mas acabou não sendo contratado. Ceesay fez sua estreia pela Seleção Gambiana contra a Namíbia, atuando juntamente com o companheiro de clube Pa Dembo Tourray. Com o seu contrato encerrado após a temporada de 2012, ele declarou que não aceitaria ficar na reserva do Djurgården. Ele recebeu uma oferta de contrato para atuar na Major League Soccer para atuar pelo Portland Timbers mas optou por assinar com o clube polonês Lech Poznań, em agosto de 2012.